# Sidste appel
Sidste appel er en roman af den amerikanske jurist og forfatter Scott Turow. Titlen sigter til, at handlingen udspiller sig som et kapløb med tiden for forsvarsadvokaten Arthur Raven i dennes forsøg på at redde en dødsdømt fra henrettelse. Handlingen foregår i det fiktive distrikt, Kindle County i Midwest, USA. Flere af birollefigurerne i denne roman forekommer i andre værker af Turow.

## Plot
Den kriminelle og let retarderede Rommy Gandolph bliver i 1991 dødsdømt for 3 drab, som han har tilstået overfor betjenten Larry Starcsek. Senere trækker han tilståelsen tilbage og Arthur beskikkes af en domstol til at undersøge, om der har været tale om en procedurefejl ved den oprindelige retssag.
Handlingen foregår i en vekselvirkning mellem hændelserne i 1991 og Atrhurs undersøgelser i 2001. Det bliver hurtigt klart, at Larry har en særlig alliance med anklageren i sagen, Muriel Wynn, som forsøger at forhindre Arthurs efterforskning. På den anden side opnår Arthur et samarbejde med den oprindelige dommer i sagen, Gillian Sullivan, som i mellemtiden har afsonet en straf for at have modtaget bestikkelse. Dette samarbejde misbilliger Arthurs assistent, Pamela Towns, som er overbevist om, at forsvaret i stedet for procedurefejl skal forsøge at overbevise appelretten om, at der er tale om et justitsmord.
Arthurs forsøg på at påtage sig et ansvar for sin autistiske søster, Susan, spiller også en fremtrædende rolle i romanen, hvor de indviklede tråde langsomt, men sikkert udredes, mens hovedpersonerne gennemgår en række moralske dilemmaer.

## Dansk udgave
Sidste appel, Forlaget Hovedland, 2003